# Affaire du gang des lycéens de Dieppe
L'affaire du gang des lycéens de Dieppe (également appelée affaire Alexandre Castaldo avant que les auteurs de ce crime ne soient condamnés) est une affaire criminelle française ayant eu lieu en 2012, dans laquelle Alexandre Castaldo, 17 ans, a été abattu de deux balles dans la nuque, et brûlé le soir du 26 mars 2012, dans la forêt domaniale de Lyons, à Beauvoir-en-Lyons en Seine-Maritime, par ses camarades de lycée, les frères Yohan et Cyril L. et les frères Anthony et Kevin S.

## La victime
Alexandre Castaldo est originaire de la région de Belfort. Il s'est installé à Beauvoir-en-Lyons en 2009, avec sa mère, Anna Castaldo, qui fait du conseil en installation de pompes à chaleur et s'est mise à son compte.
Sa mère est veuve de son premier mari, séparée d’un deuxième puis d’un troisième, le père de Guillaume et Alexandre, routier de profession. Elle a eu quatre enfants avec trois compagnons différents, et Alexandre supporte mal cette situation. Anne Castaldo déclarera à ce propos : « Il [Alexandre] m'en voulait beaucoup qu'il n'y ait pas de papa à la maison. Il rêvait d'une famille parfaite ».
Alexandre bénéficie d'une mesure éducative judiciaire, et le juge pour enfants lui désigne un éducateur.
En septembre 2011, il est interne, élève de seconde au lycée professionnel agricole de Brémontier-Merval. Il prépare un CAP agricole et souhaite passer son Caces.

## Les coupables
Les meurtriers présumés sont des camarades qu'Alexandre a rencontré au collège de La Feuillie. À l'époque des faits, l'un d'entre eux était dans un lycée professionnel, un autre en 3e. Ils sont âgés d'entre 15 à 17 ans au moment des faits et avaient tous un casier judiciaire vierge.
Yohan et Cyril L. habitent à Fleury-la-Forêt, à 11 kilomètres de chez Alexandre.

## Les faits
Le 6 mars 2012, alors qu'il dormait chez les frères Yohan et Cyril L., il trouve dans la chambre de Jonathan un bel écran plat et fait le rapprochement avec un cambriolage récent. Ses soupçons inquiètent les deux frères, Antoine en particulier, qui a peur d'être balancé. Car c'est lui qui, ayant appris par un garçon de sa classe que sa famille s'absentait régulièrement le week-end, a fait profiter aux copains de l'aubaine.
Anthony avait également pris à partie Alexandre alors que ce dernier tentait de défendre une amie victime d'agression. Alexandre s'en était tiré avec quatre dents et une pommette cassées, un traumatisme crânien et quinze jours d'ITT. Après cet évènement, les trois jeunes subissent un rappel à la loi.

### Assassinat d'Alexandre
Le soir du 26 mars 2012, à 23h30, alors que sa mère est couchée et que Guillaume, le frère aîné, joue à la console dans la pièce d'à côté, Alexandre s'éclipse pour rejoindre Jonathan, qui l'attend à scooter.
Ils roulent vers les bois, jusqu'à l'entrée de la route forestière de la Vierge-Marie. Alors qu'Alexandre s'assied sur un rondin, Antoine passe derrière lui, sort une arme et tire. Voyant qu'Alexandre n'est pas encore mort, il passe le pistolet à Jonathan, qui le réarme et achève Alexandre d'une balle dans la nuque. L'arme utilisée est un 22 Long Rifle volé lors du cambriolage.
Ils mettent ensuite le feu au corps avant de s'enfuir.

### Découverte du cadavre
Le 27 mars 2012 à 2h du matin, un garde-chasse, attiré par une lueur sur le bas-côté, découvre le cadavre et prévient les autorités,.
Arrivés sur les lieux, les gendarmes se mettent aussitôt à la recherche d'indices. Ils découvrent la carte bleue de la victime, qui est elle aussi brûlée.
Le matin du 27 mars 2012, Anna Castaldo entre dans la chambre de son fils Alexandre pour le réveiller, mais il n'y est pas. Peu après, des gendarmes arrivent au domicile d'Anna pour lui annoncer avoir retrouvé le corps d'Alexandre. 

## Arrestation des suspects et garde à vue
Le 28 mars 2012, les frères Yohan et Cyril L. et les frères Anthony et Kevin S sont auditionnés. Ils déclarent tous avoir vu Alexandre lundi soir l'avoir croisé au village de La Feuillie, puis ils seraient repartis.
Mais les heures qu’ils donnent ne correspondent pas aux relevés téléphoniques d’Alexandre. Ils sont donc placés en garde à vue et passent rapidement aux aveux. Ils indiquent également aux enquêteurs la mare où ils s'étaient débarrassés du pistolet.

## Conséquences

### Procès
Le 21 mai 2013, s'ouvre le procès des quatre accusés. Ils comparaissent à partir d'aujourd'hui devant la cour d'assises des mineurs de Rouen et devant le tribunal pour enfants de Dieppe pour deux d'entre eux. 
Le 30 mai 2013, le tribunal pour enfants de Dieppe, qui jugeait les deux plus jeunes protagonistes, a prononcé des peines de quinze et seize ans de prison, qui s'ajoutent aux vingt et dix-huit ans prononcés par les assises à l'encontre des deux aînés, eux aussi mineurs au moment des faits. 

### Mémoire
Une plaque commémorative a été installée sur les lieux de l'assassinat.
Le corps d'Alexandre est inhumé au cimetière de Bellevue à Belfort.

## Dans la culture populaire

### Documentaires télévisés
- « Adolescence volée » le 26 octobre 2012 dans Suspect n° 1 sur TMC
- « Meurtre entre ados » (deuxième reportage) le 7 décembre 2013 dans Chroniques criminelles sur NT1
- « Mystérieuse exécution » (premier reportage) dans « ... en Seine-Maritime » le 27 janvier 2014 dans Crimes sur NRJ 12
- « L'affaire Alexandre Castaldo » le 5 mars 2020 dans Adolescents et criminels sur RMC Story